# Вести из СССР. Права человека
«Вести из СССР. Права человека» — информационный бюллетень ряда международных правозащитных организаций, печатал материалы о положении оппозиционного движения в СССР в конце 1970–1980-х годов. 
Основан в 1978 году по инициативе русского правозащитника Кронида Аркадьевича Любарского.
Периодичность выхода: с 1978 по 1979 год — ежемесячно, с 1980 года — дважды в месяц, на русском и английском языках.
Просуществовал до 1989 года. Издавался на средства общественно-политических журналов «Тетради самиздата» (Брюссель, Бельгия) и «Страна и мир» (Мюнхен, Германия).
Организовывал акции протеста в защиту участников правозащитного движения Олеся Павловича Бердника, Юрия Васильевича Бадзё и других.
На страницах издания содержались многочисленные сведения о деятелях крымскотатарских и еврейских национальных движений на Украине.